# 130R
130R（ひゃくさんじゅうアール）は、吉本興業に所属する日本のお笑いコンビ。2人とも大阪府出身。

## メンバー
板尾 創路（いたお いつじ、1963年（昭和38年）7月18日 -（62歳））
ボケ担当。
大阪府富田林市出身。

ほんこん（本名：蔵野 孝洋（くらの たかひろ）、1963年（昭和38年）6月16日 -（62歳））
ツッコミ担当。
大阪府大阪市平野区出身。

## 来歴
1985年、2人ともNSC大阪校に4期生として入学。在籍中にネタの発表会があり、板尾はその場限りのつもりでコンビ「ホンコン・マカオ」を組み、蔵野は同期である今田耕司の誘いでコンビ「ダブルホルモンズ」を結成するも程なくして解散。
1986年、蔵野は松本秀文と共に「蔵野・松本」として活動していた際に、蔵野が以前板尾の組んでいたコンビ名を気に入り板尾から了承を得て「ホンコン・マカオ」に改名、同年11月のなんば花月下席にて劇場デビューするが1987年5月頃に解散。その後お互いコンビを解散しピン芸人として活動していた頃、ある日に板尾が蔵野の家へ泊まった際にて板尾から「自分も相方おれへんやろ、コンビ組めへん?」と誘われ、1987年6月1日に「蔵野・板尾（後に130Rへ改名）」を結成した。
結成後は心斎橋筋2丁目劇場を中心に人気を獲得していた。その後は共に2丁目劇場で活躍していたダウンタウンが東京進出に伴い、2丁目劇場から卒業すると共に東京進出。当初は東京のネタ番組や今田耕司・東野幸治らと吉本新喜劇に出演していた。
1991年12月、『ダウンタウンのごっつええ感じ』（フジテレビ）が日曜20時台へ昇格する際にレギュラー出演を獲得、活動拠点を東京へ移すようになった。1997年の番組終了後もダウンタウンとの共演が多い。ルミネtheよしもとなどの舞台場ではコンビでネタを披露している他、なんばグランド花月の吉本新喜劇にも出演していたがピンでの活動がメインになってからはコンビとしての出演は減少傾向にあり、現在では出演しても片方だけというパターンが多くなっている。
2000年代以降、それぞれ個別の活動が多くなりコンビでの活動機会は滅多に見られない状況にある。2017年に板尾の不倫報道がなされた際、相方・ほんこんはレギュラー出演している『教えて!ニュースライブ 正義のミカタ』（朝日放送テレビ）の中で「板尾とは連絡を取ってないから分からない」と答えていたため、コンビとしては事実上の活動休止状態となっている。現在は板尾は俳優、ほんこんはバラエティタレントとしての活動が主で最近では板尾とほんこんが顔合わせするのは仕事含みでも年に1〜2回程度となっている。
2014年2月11日放送のドラマ『福家警部補の挨拶』（フジテレビ）にて、作中に登場する漫才コンビ「京阪のぼり・くだり」役で共演。本作は最初から犯人が分かっている「倒叙もの」だが犯人役であるのぼりを板尾が演じ、のぼりに殺害される被害者のくだりをほんこんが演じた。なお、のぼりがツッコミでくだりはボケであったので実際のコンビとは逆の役割を演じたことになる。

## エピソード
- コンビ名の由来は、鈴鹿サーキットにあるコーナーの名称を島田紳助が個人事務所の名前に使用しているものを板尾が気に入り、紳助の了承を得てコンビ名にしたもの。意味は「道はまっすぐじゃないけれど勇気を持って進めばやがてストレートが見える」というもの。紳助の個人事務所は「有限会社オフィス百三十アール」で、通称「130R」としている。そもそも板尾は紳助の家に弟子入り志願で訪問したり、その際に紳助はNSC入学を勧めたりなど板尾がデビューする前から交流があったため、130Rの知名度が上昇すると紳助が「店で領収書もらう時に『あて名は（個人事務所の）130Rで』と言うたら、店員がクスッと笑いよるんや。それとな、そのあて名で領収書をもらうということは、まるで、俺がお前らにカネを出してもらって、おごってもらってるみたいに思われるやないか」と嬉しそうに板尾へ語ったという[1]。
- 横山やすしに「ホンダとヤマハ」と改名されかけたことがある。
- ロックバンドの「175R」から、知らない世代の子供に「イサオライダー」と読まれたことがある。

## 出演
2人とも単独での活動が多い。板尾・ほんこん単独出演の番組は板尾創路#出演番組・ほんこん#出演をそれぞれ参照。

### テレビ
全て終了または降板済み
- 4時ですよーだ（毎日放送）
  - ダウンタウンですよーだ
  - 7時ですよーだ
- 素敵!KEI-SHU5（関西テレビ放送）
- ダウンタウンのごっつええ感じ（フジテレビ）
- ダウンタウンの素（毎日放送）
- 夕焼けの松ちゃん浜ちゃん（朝日放送テレビ）
  - 松ちゃん浜ちゃんの純情通り3番地
- 摩訶不思議 ダウンタウンの…!?（朝日放送テレビ）
- ダウンタウン汁（TBSテレビ）
- かざあなダウンタウン（テレビ朝日）
- 名古屋が最高!（CBCテレビ）
- BANG!BANG!BANG!（1996年、フジテレビ）
- 急性吉本炎→慢性吉本炎（1995年-1996年、TBSテレビ）
- 130Rのラジオからテレビへ（1997年-1998年、TBSテレビ）
- 吉本111-130Ｒ(1999年、TVQ九州放送）
- 爆走★130R（2000年 - 2001年、北海道文化放送）
- 130R指定（2001年、北海道文化放送）
- ちょこっとイイコト 〜岡村ほんこん♥しあわせプロジェクト〜（2011年 - 2012年、テレビ東京）- 板尾はコーナーゲストで数回のみ出演。

### ラジオ
全て終了済み
- 130Rの今宵も勘蔵野（文化放送）
- 130Rのおはよう Good Day（文化放送）
- 130R月1勘蔵野（文化放送）
- 130Rののきなみハイテンション（京都放送）
- 130RのBoogie Woogieパラダイス!（ラジオ大阪）
- 130Rのはなしの骨（ラジオ大阪）
- 土曜の午後はトコトンほんこん (ラジオ大阪)

### テレビゲーム
- 今夜も千両箱!!2000（PlayStation、2000年）

## 受賞歴
- 1989年 第10回ABCお笑い新人グランプリ 諸芸部門 優秀新人賞